# ジェームズ・クック (共同親権の父)
ジェームズ・クック（James Cook: 1923年 - 2009年2月21日）は、アメリカ合衆国カリフォルニア州の「共同監護法」の制定に尽力した。共同監護の父と呼ばれている。

## 略歴
インディアナ州に生まれ、1949年にUCLAを卒業し、アメリカ合衆国情報局に10年間在籍した。ランド研究所で働いたことがある。また、商業資産の所有者たちのためのロビイストであった。後年はGlobal Children's Organization のメンバーとして活動した。2009年2月21日、カリフォルニア州のロサンゼルスにて85歳で死亡した。
1974年に妻から離婚を言い渡された。一人息子を、元妻と共同で育てようとするが、当時の法制度では、不可能であった。友人達と「共同監護協会Joint Custody Association」を設立し、カリフォルニア州政府に働きかけを行った。1979年、カリフォルニア州政府は、全米で初めて共同監護法を制定し、翌年施行した。その後この法律は全米50州で施行されている。現在、50州のうち37州とワシントンD.C.においては、共同監護は、例外的な適用ではなく、原則的な適用になっている。ジェームズ・クックの一人息子は、現在カリフォルニア州で弁護士をしており、同じ弁護士の妻との間に3人の子どもがある。